# Азиатский Совет либералов и демократов
Азиатский Совет либералов и демократов (англ. Council of Asian Liberals and Democrats) — региональная организация либеральных и демократических политических партий Азии. В настоящий момент членами организации являются 8 партий.

## Члены
- Демократическая партия Таиланда
- Демократическая прогрессивная партия (Тайвань)
- Либеральная партия (Филиппины)
- Либеральная партия (Шри-Ланка)
- Национальный Совет союза Бирмы
- Малайзийское народное движение
- Партия «Свеча» (Камбоджа)
- Сингапурская демократическая партия